# بویان یوردانوف
بویان یوردانوف (بلغاری: Боян Йорданов؛ زادهٔ ۱۲ مارس ۱۹۸۳) بازیکن والیبال اهل بلغارستان عضو تیم ملی بلغارستان و باشگاه المپیاکوس است.